# Juuvarova
Juuvarova är en kulle i Finland.   Den ligger i landskapet Lappland, i den norra delen av landet, 900 km norr om huvudstaden Helsingfors. Toppen på Juuvarova är 310 meter över havet.
Terrängen runt Juuvarova är platt.  Trakten runt Juuvarova är nära nog obefolkad, med mindre än två invånare per kvadratkilometer. Det finns inga samhällen i närheten. 